# كارل كرايغ
كارل كرايغ (بالإنجليزية: Carl Craig)‏ هو مدرب كرة قدم بريطاني، ولد في أكتوبر 1965 في نيوكاسل أبون تاين في المملكة المتحدة.